# Куп Србије у рагбију 2010.
Куп Србије у рагбију 2010. је било 4. издање Купа Србије у рагбију. 
Трофеј је освојио КБРК.
| Освајач купа Србије у рагбију 2010. |
| ----------------------------------- |
| КБРК 3. трофеј                      |